# Jerry Shipp
Jerry Franklin Shipp (Shreveport, 27 de setembro de 1935 – 2021) foi um basquetebolista estadunidense que integrou a seleção nacional que conquistou as medalhas de ouro disputadas nos torneios de basquetebol masculino nos XVIII Jogos Olímpicos de Verão de 1964 em Tóquio e nos IV Jogos Pan-Americanos em 1963 em São Paulo.
A morte de Shipp foi divulgada em 8 de outubro de 2021.